# Bildungsstandards
Bildungsstandards (englisch learning standards) legen fest, welche Fähigkeiten und Kenntnisse Schüler einer bestimmten Jahrgangsstufe in ausgewählten Fächern erwerben sollen. Der Begriff wird in dieser Bedeutung nur im Plural verwendet (z. B. „die Bildungsstandards im Fach Mathematik für den Mittleren Schulabschluss“). Bildungsstandards sind ein Teilsystem der Steuerung von Bildungsprozessen, die verstärkt seit dem „PISA-Schock“ ab 2000 in der Bildungspolitik in den deutschsprachigen Ländern an Bedeutung gewonnen haben. In anderen Ländern gibt es sie schon länger.

## Allgemeines
Drei Dinge haben etwa seit 1990 Bildungsstandards in den Blickpunkt der deutschen Diskussion gerückt:
- die Diskussion um Schlüsselqualifikationen,
- die Überlegungen zur Pluralisierung der Lernbedingungen,
- die Kritik an der Leistungsfähigkeit des bundesdeutschen Bildungssystems, insbesondere des Föderalismus.

Bildungsstandards (BS) sollen das Bildungssystem nicht mehr Input-orientiert steuern (staatliche Vorgaben (Lehrpläne) schreiben vor, welche Inhalte und Gegenstände im Unterricht zu behandeln sind). Stattdessen zeigen sie eine sog. Output-Orientierung: nicht Gegenstände und konkrete Inhalte werden festgelegt, sondern langfristig, nachhaltig vorhandene Fähigkeiten, Fertigkeiten, Bereitschaften und Kompetenzen. Inwieweit dafür bestimmte Inhalte notwendig sind, ist festzulegen.
Grundgedanke ist, dass Schüler an unterschiedlichen Gegenständen und Inhalten vergleichbare Kompetenzen erwerben können. Das Schulsystem kann gleichzeitig
- den Schulen und Lehrern eine größere Freiheit bei der Auswahl und Anordnung der Inhalte geben,
- diese können dadurch den Unterricht besser auf die (z. T. sehr unterschiedlichen) Vorkenntnisse und -erfahrungen der Schüler anpassen,
- die Lernergebnisse stärker vereinheitlichen und verbindlicher machen – im Sinne von Fähigkeiten, Fertigkeiten und Bereitschaften; nicht im Sinne von konkret gelernten „Inhalten“. Diese Umorientierung impliziert eine Verschiebung von materialer Bildung hin zu formaler oder eher kategorialer Bildung (nach Wolfgang Klafki).

Bildungsstandards in diesem Sinne (Performance-Standards; siehe Differenzierung unten) sind demnach gesellschaftlich festgelegte und vom Schulsystem bzw. vom Schüler geforderte Ausprägungen (Niveaus) bestimmter Kompetenzen. Um diese hinreichend präzise benennen zu können, braucht man Kompetenzdefinitionen und -modelle (vgl. Klieme-Gutachten). Deren Deutlichkeit, Detailliertheit bzw. Aussagekraft (→ Qualität) wird von manchen kritisiert (siehe unten).

### Arten von Bildungsstandards
- Input-Standards beschreiben aufzubauende Kompetenzen und zu erreichendes Wissen (dann heißen sie auch inhaltliche Standards, z. B. Lehrpläne) oder die erforderlichen Lehr- und Lernbedingungen.
- Opportunity-to-Learn-Standards beschreiben Festlegungen für Rahmenbedingungen des Lernens, etwa hinsichtlich der Stundentafel, der Ausstattung von Schulen usw.
- Performance-Standards beschreiben aufzubauende Kompetenzen, d. h. von Inhalten weitgehend unabhängige, also an unterschiedlichen Inhalten und Gegenständen zu erwerbende Fähigkeiten, Fertigkeiten und Bereitschaften. Sie machen den wesentlichen Kern der sog. Outcome-Orientierung der Bildungspolitik der 2000er Jahre aus. Performance-Standards benötigen ein zu Grunde liegendes Kompetenz-Modell, um operationalisier- und messbar zu sein.
- Management-Standards beschreiben Qualitätsmanagement-Systeme für Anbieter von Lerndienstleistungen (z. B. ISO 29990 Lerndienstleistungen für die Aus- und Weiterbildung – grundlegende Anforderungen an Dienstleister und QM Stufen-Modell PAS 1037:2004).

Innerhalb der Performance-Standards werden unterschieden:
- Mindeststandards beschreiben das Minimalniveau einer Kompetenz, das alle Schüler einer Lerngruppe bzw. einer Schule, oder eines Schulsystems erreichen sollen und bei deren Nichterreichen Maßnahmen zwingend zu ergreifen sind (seien es Fördermaßnahmen für die Schüler, Ausstattungsverbesserungen der Schulen oder auch Sanktionen gegen die Schulen, etwa verstärkte Aufsicht, bis hin zur Schließung; vgl. zu Letzterem „high-stakes testing“ in den USA).
- Regelstandards beschreiben Kompetenzen, die im „Durchschnitt“ erreicht werden sollen, wobei Maßnahmen erst bei Nichterreichen in bedeutendem Umfang zu ergreifen sind.
- Maximalstandards definieren, was die besten Schüler können sollten (besser wäre „Optimalstandards“, weil ja niemand an noch besseren Leistungen gehindert werden soll).

### Messung/Überprüfung von Standards
Das Erreichen von Standards kann in verschiedenen Formen, mit verschiedenen Instrumenten und zu verschiedenen Zwecken durch Bildungsmonitoring empirisch erhoben werden:
- Assessment bezeichnet dabei die Messung eines jeweils erreichten Standes der Kompetenzen zu einem bestimmten Zeitpunkt, zumeist in durchschnittlichem Zugriff bei größeren Gruppen und ohne Beachtung der zu Grunde liegenden individuellen Lernwege. Assessments sagen vor allem etwas über die Leistung des Schulsystems bzw. des Unterrichts aus, weniger über die „Leistung“ des einzelnen Schülers;
- Diagnostik bezeichnet die Erfassung von Kompetenzen mit einem differenzierenden Blick auf die Unterschiede in einzelnen Lernbereichen und auf die (zumeist) individuelle Lernentwicklung;
- Evaluation bezeichnet die Messung des Erreichens von Kompetenzniveaus bzw. ihrer Veränderung in Abhängigkeit von ergriffenen Maßnahmen. Dabei wird ebenfalls mehr über die Eignung der Maßnahmen (z. B. Unterrichtsmethoden, Materialien usw.) ausgesagt als über die Leistung des einzelnen Schülers.

## Einführung bundesweiter Bildungsstandards in Deutschland

### Bildungspolitische Gründe der Einführung
Anlässlich verschiedener Bildungsstudien, z. B. der PISA-Studie, die seit 2000 wiederholt gezeigt haben, dass das deutsche allgemeinbildende Bildungssystem (das berufliche Bildungssystem wurde nicht untersucht) international eine eher mittelmäßige Stellung einnimmt und dass es außerdem deutliche Unterschiede zwischen den einzelnen Bundesländern gibt, hat die Kultusministerkonferenz für ausgesuchte Fächer (s. u.) beschlossen, bundesweit einheitliche Bildungsstandards verbindlich zu machen. Sie sollen eine bundesweite Vergleichbarkeit der Schulabschlüsse und Lernergebnisse ermöglichen.
Die Verlagerung von input-orientierten Bildungsstandards (bisherige Lehrpläne, Bildungspläne und Curricula) zu output-orientierten Standards sollte zeigen, dass das Konzept des Qualitätsmanagements und der Qualitätssicherung Eingang ins Bildungswesen hielt.

### Bisherige Entwicklung
Output-orientierte Regelstandards wurden in Deutschland von Vertretern aus Praxis und Bildungsverwaltung und unter Beteiligung von Fachdidaktikern für zunehmend mehr Fächer und Schulstufen entwickelt. Durch die KMK verbindlich gemacht sind davon aber nur einige in ausgesuchten Fächern. Nicht einbezogen werden vor allem die parteipolitisch strittigen Gesellschaftswissenschaften oder Religion/Philosophie.
Die KMK hat durch „Einheitliche Prüfungsanforderungen in der Abiturprüfung“ (EPA) schon seit den 1970er Jahren für immer mehr Fächer eine Art „performance-standard“ festgelegt. Dabei wurden weniger konkrete Inhalte, sondern vor allem eine Stufung von erforderlichen Denkleistungen vereinbart: Schüler haben in den Prüfungen Leistungen in drei „Anforderungsbereichen“ (AFB) zu erbringen, nämlich (in allen Fächern ziemlich gleich): AFB 1: Reproduktion; AFB 2: Reorganisation, Transfer; AFB 3: Problemlösung und Reflexion. Die EPA wurden mehrfach novelliert.
Für den Mittleren Schulabschluss („Mittlere Reife“) wurden 1995 Bildungsstandards in den Fächern Deutsch, Mathematik und Erste Fremdsprache verabschiedet.
Die KMK beschloss 1997, die Bildungsstandards
- für den Mittleren Schulabschluss weiterzuentwickeln,
- auf den Hauptschulabschluss auszudehnen,
- für den Mittleren Schulabschluss auf die Fächer Physik, Chemie und Biologie auszuweiten.

Die Länder haben sich verpflichtet, ab 2004/05 die Bildungsstandards für den Mittleren Schulabschluss („Mittlere Reife“) in den Fächern Deutsch, Mathematik und Erste Fremdsprache (Englisch und Französisch) anzuwenden. Seit 2005 gilt dies auch für Physik, Chemie und Biologie sowie für den Hauptschulabschluss und für Grundschulabgänger. In Baden-Württemberg gelten landeseigene Bildungsstandards seit 2004 für alle Schulen und Fächer. Die nationalen, von der KMK verabschiedeten Bildungsstandards sind nur als Rahmen für die einzelnen Bundesländer zu verstehen. Bei weiterhin geltender Bildungshoheit entstehen in den 16 Bundesländern jeweils eigene Verordnungen, die entweder die äußere Form der Bildungsstandards aufnehmen (z. B. Nordrhein-Westfalen oder Niedersachsen) oder eigene Formen verwenden (Baden-Württemberg, Bayern).
Im Juni 2004 ist das von allen Ländern gemeinsam getragenes „Institut zur Qualitätsentwicklung im Bildungswesen – Wissenschaftliche Einrichtung der Länder an der Humboldt-Universität zu Berlin“ (IQB) gegründet worden. Die Hauptaufgaben des IQB sind die Überprüfung und Weiterentwicklung der Bildungsstandards, wozu erhebliche Mittel aufgewendet werden.
Das IQB entwickelte von der KMK beschlossene verbindliche Bildungsstandards für die Abiturprüfung in Deutsch, Mathematik, Englisch und Französisch, sowie nachfolgend 2020 für die Naturwissenschaften Biologie, Chemie und Physik.
Die Bildungsstandards bilden die Grundlage für einen gemeinsamen Aufgabenpool der Länder im Rahmen einer bundesweit vergleichbaren Abiturprüfung, dessen Erstellung in der Verantwortung des IQB liegt. Diese Aufgabenpools sollen sich auf wenige zentrale Fächer beschränken.

### Bildungsmonitoring und Evaluation
Die in den Bildungsstandards beschriebenen Fähigkeiten werden unter Leitung des IQB regelmäßig im gesamten Bundesgebiet erfasst und evaluiert. Hierzu werden von Lehrkräften, Fachdidaktikern und Psychologen schriftliche Vergleichsarbeiten (hier: VERA) entwickelt. Die Tests dienen vorrangig der Beschreibung des Bildungsstands zu einem bestimmten Zeitpunkt (z. B. Ende der Sekundarstufe I) sowie einem Vergleich der Bundesländer, dem sogenannten IQB-Ländervergleich. Eine Individualdiagnose, also die Messung von Fähigkeiten einzelner Schüler, ist nicht das Ziel dieser Studien und wäre mit den eingesetzten Instrumenten auch nur eingeschränkt möglich.
In den Jahren 2008/2009 fand ein erster Ländervergleich im Bereich Sprachen statt. Im Ländervergleich 2011 wurden Kompetenzen in Deutsch und Mathematik getestet. Beim Ländervergleich 2012 wurden neben mathematischen Fähigkeiten erstmals Kompetenzen aus dem Bereich der Naturwissenschaften erhoben. Neben dem Kompetenzstand in den Ländern wird der Einfluss verschiedener demografischer Eigenschaften auf die Testergebnisse erhoben, z. B. sozioökonomischer Hintergrund, Bildungsstand der Eltern oder Migrationshintergrund.

### Kritik
Die Bewertung der Bildungsstandards schwankt zwischen hohen bildungspolitischen und bildungswissenschaftlichen Erwartungen und entschiedener Ablehnung. Befürworter heben hervor, dass sie den Unterricht überprüfbar verbessern können. Kritiker streiten dies ab und bezweifeln ihre Wissenschaftlichkeit. Manche sehen in Bildungsstandards ein neoliberales Herrschaftsinstrument.
Die Einführung von Bildungsstandards ist sowohl mit bildungswissenschaftlichen als auch mit unterrichtspraktischen Herausforderungen verbunden. Erstere bestehen insbesondere darin, die Bildungsstandards als überprüfbare Kompetenzen zu beschreiben, die spezifiziert als eine Menge von Aufgaben bestimmt werden, welche die Lernenden lösen können, wenn sie die spezifische Kompetenz erworben haben. Dabei ergeben sich eine Reihe von Problemen, welche die theoretischen Grundlagen der Lehr-Lern-Forschung betreffen. Zum Beispiel geht es um die zweckmäßige Definition von Konzepten wie „Kompetenz“, „Kompetenzmodell“ und „Lehrstoff“ oder um die zielführende Vorgehensweise bei einem „kompetenzorientierten Unterricht“. Die unterrichtspraktischen Probleme sind ebenfalls erheblich. Die theoretischen und praktischen Hintergründe der Umsetzung von Bildungsstandards in verschiedenen Ländern werden in einer umfangreichen Studie dargestellt und diskutiert.
Kritiker zweifeln den Erfolg von Bildungsstandards an. Ein Blick z. B. auf die von Baden-Württemberg veröffentlichten Bildungsstandards für das Fach Geschichte zeigt keine großen Veränderungen gegenüber herkömmlichen Lehrplänen. Bei Kernfragen halten sich die Autoren bedeckt, so bei der Frage der vergleichbaren Überprüfbarkeit der erworbenen Kompetenzen. Trotz dieses Defizits werden die häufig nicht konkret fassbaren Bildungsstandards in Baden-Württemberg mittels Vergleichsarbeiten überprüft. Von den dortigen Lehrern werden die Bildungsstandards angesichts dieser sehr vagen Formulierungen oft mithilfe der bisherigen Bildungspläne oder auf Basis der Schulbücher erschlossen, die daher noch mehr zum „heimlichen Lehrplan“ werden. Die Bandbreite der genehmigten Schulbücher zu einzelnen Fächern oder Fächerverbünden mit teilweise sehr geringen Überlappungen ist ein weiterer Beleg dafür, dass die Bildungsstandards für die pädagogische Praxis in Baden-Württemberg weit gefasst sind und den Unterricht kaum steuern.
Kritik richtet sich auch darauf, dass die in den Bildungsstandards benannten Anforderungen nur die „domänenspezifischen“ fachlichen und kognitiven Erwartungen spezifizieren. Interdisziplinäre Qualifikationen, soziale, kommunikative und personale Kompetenzen finden keinen Widerhall, da sie schwieriger in Form von fachlichen Kompetenzbeschreibungen zu fassen sind. Es wird darauf hingewiesen, dass die zurzeit diskutierten Bildungsstandards eigentlich nur als „kognitive Leistungsstandards“ zu bezeichnen wären und den umfassenden Bildungsgedanken der allgemeinbildenden Schule nicht hinreichend wiedergeben. Diese Kritik trifft jedoch nicht auf alle Bildungsstandards zu. Neuere Bildungsplankonzeptionen, wie z. B. die Bildungsstandards für das Fach Politik und Wirtschaft an Gymnasien in Nordrhein-Westfalen, weisen auch soziale, kommunikative und personale Kompetenzen als Sozialkompetenz, Personale Kompetenz aus. Allerdings steht deren Messbarkeit und damit empirische Triftigkeit sehr infrage.
Für Schüler problematisch ist die Praxis, dass die Bildungsstandards meist für mehrere Schuljahre im Block angegeben werden. Dies kann bei einem Ortswechsel bereits innerhalb des gleichen Bundeslandes und dem daraus resultierenden Schulwechsel innerhalb des gleichen Schultyps zu Lücken in den Kompetenzen führen. Andererseits werden wegen Bildungsstandards für mehrere Klassenstufen oft Schulbücher für zwei oder drei Jahre konzipiert und angeschafft, die sehr umfangreich und entsprechend schwer sind.
Viele der erarbeiteten „Bildungsstandards“ für einzelne Fächer sowie der von Fachverbänden für von der KMK nicht vorgesehene Fächer erarbeiteten Bildungsstandards stimmen in wesentlichen Teilen nicht mit der in der Expertise von Klieme u. a. (2003) ausgearbeiteten Theorie überein, insbesondere lassen die ausgewiesenen „Standards“ nicht erkennen, welches Niveau auf einer definierten Kompetenz als gewünschtes Ziel gesetzt wird. Es ist nicht erkennbar, welches die niedrigeren Niveau-Ausprägungen und welches höhere Ausprägungen sein können. Viele Standardformulierungen postulieren einfach global ein „Können“. Das gilt etwa für die Standards für Geographie (2006), z. B. für die KMK-Standards „Bildungswissenschaften“ für die Hochschulausbildung, aber auch für die Fachdidaktik-Standards der Gesellschaft für Fachdidaktik (GFD).
Dieser Mangel vieler Bildungsstandards lässt sich nicht vermeiden, solange keine theoretischen und empirischen Studien Aussagen über die Entwicklung der einzelnen Kompetenzen in Stufen ermöglichen. Die frühzeitige Übernahme dieser Standard-Entwürfe für Testungen (insbesondere Assessments) und ihre rechtliche Festschreibung, bevor die Ergebnisse dieser Forschungen vorliegen, wird teilweise als problematisch gewertet: Der Bildungswissenschaftler Gottfried Biewer kritisiert das Ignorieren von Problemlagen von Schülern mit Lernschwierigkeiten und Behinderungen, die unzureichende Berücksichtigung der Perspektive der Chancengerechtigkeit, die Marginalisierung bis hin zum Ausschluss behinderter und lernbeeinträchtigter Schüler aus Studien und den Mangel an Problembewusstsein über die Folgen ihrer Tätigkeit bei den politischen wie wissenschaftlichen Akteuren im Feld der Bildungsstandards.
Die Kritiker der Bildungsstandards, die sowohl aus der traditionellen Pädagogik wie auch aus der Kritischen Erziehungswissenschaft stammen, haben sich 2010 mit dem Kölner Kongress „Bildungsstandards auf dem Prüfstand“ ein Forum gegeben.

## Bildungsstandards in Österreich

### Einführung
Ähnlich wie in Deutschland waren es auch in Österreich die Ergebnisse bei internationalen Schülerleistungs-Studien wie PISA oder PIRLS, die den Weg für einheitliche Bildungsstandards und deren Überprüfbarkeit ebneten.
Die rechtliche Basis dafür wurde im August 2008 durch das Bundesministerium für Unterricht, Kunst und Kultur mit einer Novellierung des Schulunterrichtsgesetzes gelegt, eingeführt wurden die Bildungsstandards im österreichischen Schulwesen durch eine Verordnung im Jänner 2009, die für einzelne Unterrichtsgegenstände definiert, welche Kompetenzen Schüler nach der 4. und 8. Schulstufe erworben haben sollen. Weiters wurde in dieser Verordnung die Überprüfung der Bildungsstandards als regelmäßige, zentral vorgegebene Leistungsmessungen vorgegeben. In Österreich wurden dabei Bildungsstandards für die 4. Schulstufe in den Fächern Deutsch/Lesen/Schreiben und Mathematik verordnet, für die 8. Schulstufe in Deutsch, Englisch und Mathematik.

### Bisherige Entwicklung
Die Bildungsstandards werden seit 2001 unter Mitwirkung von Lehrern in einer Pilotphase an rund 300 Schulen erprobt. Im Schuljahr 2008/09 wurde in einer Ausgangsmessung für den späteren Vergleich der Ist-Stand in den Fächern Mathematik, Deutsch und Englisch für die 8. Schulstufe erhoben, im Schuljahr 2009/10 erfolgten die gleichen Erhebungen für die 4. Schulstufe in Deutsch und Mathematik, durchgeführt vom Bundesinstitut BIFIE, zu dessen Hauptaufgaben seit dessen Gründung im Jahr 2008 die Entwicklung, Implementierung und Überprüfung der Bildungsstandards in Österreich zählt. Im Bereich des berufsbildenden Schulwesens in Österreich gibt es vom Unterrichtsministerium erste Handreichungen – etwa zum LP der Höheren-Technischen Schulen (HTL).

### Überprüfung und Rückmeldung
Die Überprüfung der Bildungsstandards startete im Schuljahr 2011/12 mit der 8. Schulstufe im Fach Mathematik. Österreichweit werden bei allen Schülern dieser Schulstufe an ca. 1400 Schulen an einem für alle verbindlichen Testtag im Mai 2012 die bis dahin erworbenen Kompetenzen getestet. 2012/13 fand die Standardüberprüfung in Englisch und 2013/14 in Deutsch statt, für die 4. Schulstufe begann die Überprüfung ab dem Schuljahr 2012/13 in Mathematik, 2013/14 in Deutsch/Lesen/Schreiben.
Wesentliche Voraussetzung für valide Testergebnisse sind gleiche Rahmenbedingungen für alle Schüler, der Testablauf wird aus diesem Grund standardisiert und von eigens dafür geschulten Lehrern durchgeführt. Nach der Überprüfung werden die Tests am BIFIE elektronisch erfasst, ausgewertet und analysiert. Die Skalierung der Leistungsdaten erfolgt dabei unter Verwendung des Rasch-Modells. Die Ergebnisrückmeldung soll ein halbes Jahr nach der Testung erfolgen, also Anfang Dezember 2012 für die erste Überprüfung der 8. Schulstufe in Mathematik. Laut Verordnung zu den Bildungsstandards haben die Auswertungen so zu erfolgen, dass auf deren Basis bundesweit, landesweit und schulbezogen Qualitätsentwicklungsmaßnahmen erfolgen können.
Schüler, Lehrkräfte und Schulleitungen können ihre Ergebnisse per Zugangscode über das Internet abrufen, wobei das individuelle Ergebnis eines Schülers nur ihm selbst zugänglich ist und damit die Anonymität gewährleistet bleibt. Schulbehörden und das BMUKK erhalten eine Zusammenfassung der Ergebnisse.

## Bildungsstandards in England und Wales
Das National Curriculum Assessment bezieht sich auf Assessments in den englischen Grundschulen, meist bekannt als Standard Attainment Tests (SATs). Sie wurden in den Schulen von England and Wales nach der Einführung des National Curriculum durch den Education Reform Act 1988 etabliert. Pflichtassessments wurden zwischen 1991 und 1995 in drei verschiedenen Altersstufen (7 – 11 – 14) eingeführt. Sie bezogen sich nur auf Englisch, Mathematik und Naturwissenschaft. Neben den Tests wurden Lehrerbeurteilungen – auch gegen die Ergebnisse des Tests – einbezogen.
2005 wurde die Rolle des Tests in der ersten Stufe abgewertet zugunsten des Lehrerurteils. Die Stufe 3 für die 14-Jährigen wurde 2008 abgeschafft. 2013 kündigte Bildungsminister Michael Gove an, mit der neuen Version des National Curriculum ab 2014 werde das bisherige Levelsystem ersetzt, was ab 2016 erfolgte.
Den Aufgaben des IQB ähneln die der Behörde Ofsted, die dem britischen Parlament verantwortlich ist: Office for Standards in Education, Children's Services and Skills. Sie ist seit 1992 zuständig für die Durchführung der Assessments. Als tiefergehende Schulinspektionsbehörde hat sie aber größere Eingriffsrechte.

## Bildungsstandards in den Niederlanden

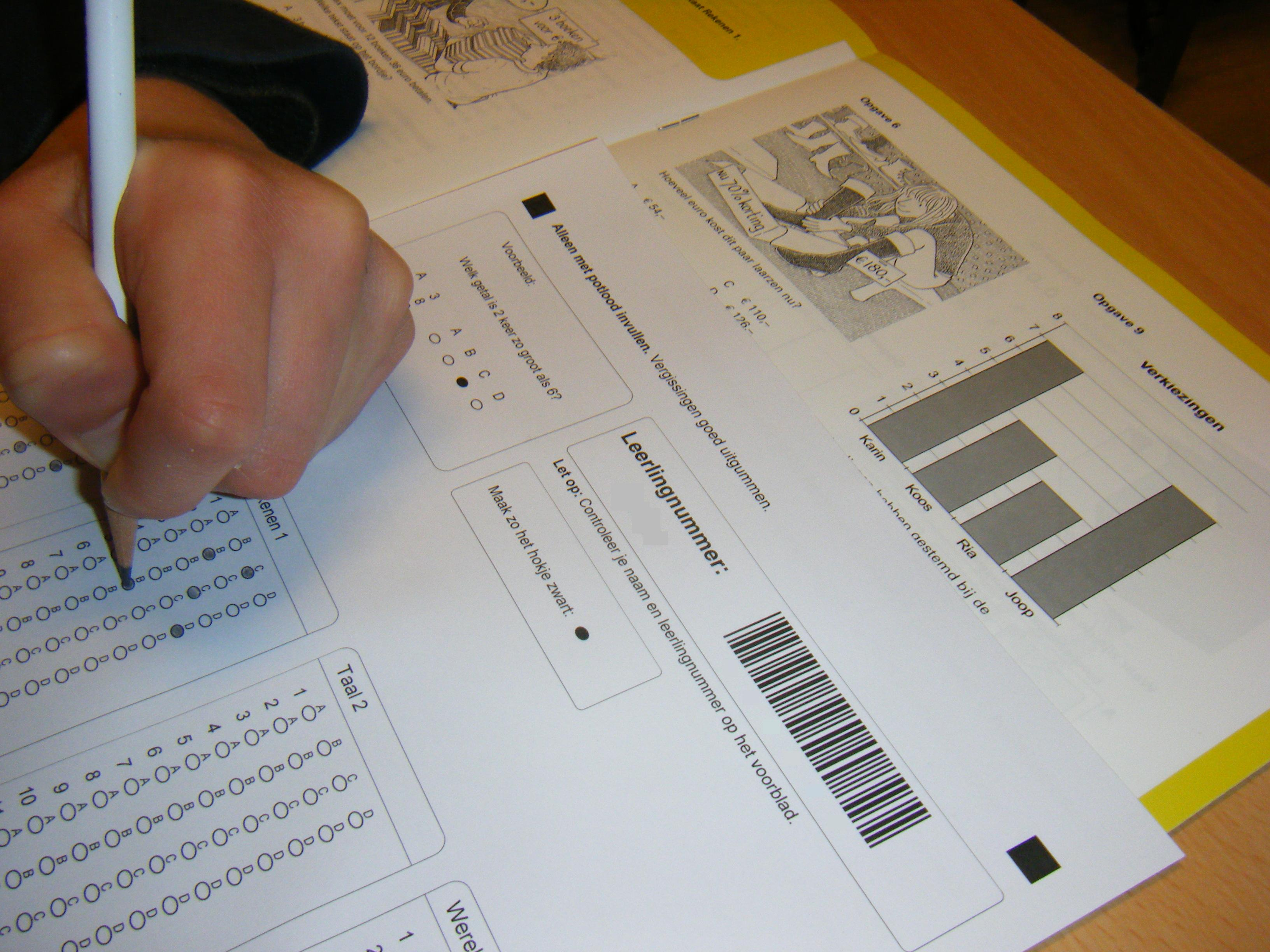
CITO Endtest für die Grundschule

In den Niederlanden gibt es landesweite Zentralprüfungen zum Abschluss der Grundschule (Centrale Eindtoets) nach dem 6. Schuljahr (8. Lernjahr) und zum Abschluss der verschiedenen Schulformen der Sekundarstufe, auch der beruflichen Bildung. Sie werden vom Centraal Instituut voor Toetsontwikkeling (CITO: Zentralinstitut für Testentwicklung) in Arnheim entwickelt, das seit 1967 besteht, angeregt von Erfahrungen in den USA, die der Psychologe Adriaan de Groot gemacht hatte und dafür die Unterstützung des Bildungsministeriums erhielt. In Deutschland gibt es einen privaten Ableger.

## Bildungsstandards in den Vereinigten Staaten
In den USA begann ihre Geschichte in Chicago, als Superintendent William Harvey Wells 1862 einen Lehrkurs mit einem inhaltlich festgelegten Textbuch für die staatlichen Schulen schuf: A Graded Course of Instruction for Public Schools. 1892 berief die National Education Association ein zehnköpfiges Komitee ein, das die ersten nationalen Bildungsstandards für eine High-School-Schülerschaft aufstellte. 1893 wurde ein fünfzehnköpfiges Komitee für die Grundschulbildung geschaffen, das die Zahl der Schuljahre, die Inhalte und die Abfolge sowie einen Standardkurs zur Lehrerbildung fixierte. Doch weil dies nur auf die städtischen Schulen passte, bildete 1897 die National Education Agency ein weiteres Komitee für die Landschulen.
Im 20. Jahrhundert wurde das Bildungsmonitoring bereits in den 1960er Jahren eingeführt und von der US-Regierung das National Assessment of Educational Progress gegründet, um die Leistungskraft des Bildungssystems zu messen. Eric D. Hirsch fügte mit seiner Stiftung in den 1980er Jahren ein allgemeines Grundwissen (Common Core Knowledge) über kulturelle Werte in den Fächern Englische Sprache, Geschichte, Geografie, Mathematik, Naturwissenschaften und schöne Künste hinzu. Damit wollte er dem verbreiteten Bildungszerfall in vielen Bereichen entgegenwirken, den er an der Universität wahrnahm. Auch die renommierte Pädagogin Diane Ravitch unterstützte dies anfangs.
In der Gegenwart sind Bildungsstandards ein wichtiges Ziel der standardbasierten Reformbewegung, die seit etwa 1990 in vielen Staaten und Schulen für die Leistungsbewertung genutzt werden. Dem dienen standardisierte Tests in Distrikten und Staaten und den ganzen USA. Bill Gates leistete finanzielle Unterstützung. Eine eher linke Gegenbewegung wies auf die Gründe für die Misserfolge in den sozialen Bedingungen und im Rassismus hin. Diane Ravitch gehörte in einer markanten Kehrtwende ab 2010 nun zu den Kritikern.

### Allgemein
- Helmut Heid: Was vermag die Standardisierung wünschenswerter Lernoutputs zur Qualitätsverbesserung des Bildungswesens beizutragen? In: D. Benner (Hrsg.): Bildungsstandards. Instrumente zur Qualitätssicherung im Bildungswesen. Chancen und Grenzen – Beispiele und Perspektiven. Paderborn 2007, ISBN 978-3-506-76331-0, S. 29–48.
- Walter Herzog: Bildungsstandards. Eine kritische Einführung. Verlag W. Kohlhammer, Stuttgart 2013, ISBN 978-3-17-022600-5.
- Thomas Jahnke: Deutsche PISA-Folgen. In: Stefan T. Hopmann, Gertrude Brinek, Martin Retzl (Hrsg.): PISA zufolge PISA. PISA According to PISA. LIT-Verlag, Wien 2007, ISBN 978-3-7000-0771-5.
- Eckhard Klieme, Hermann Avenarius, Werner Blum, Peter Döbrich, Hans Gruber, Manfred Prenzel, Kristina Reiss, Kurt Riquarts, Jürgen Rost, Heinz-Elmar Tenorth, Helmuth J. Vollmer: Zur Entwicklung nationaler Bildungsstandards. BMBF, Bonn 2007. Zur Entwicklung nationaler Bildungsstandards. (PDF) BMBF, KMK, abgerufen am 6. Januar 2022.
- J. Oelkers, K. Reusser: Qualität entwickeln – Standards sichern – mit Differenzen umgehen. (= Bildungsforschung. Band 27). Bundesministerium für Bildung und Forschung, Berlin 2008.
- F. Schott, S. Azizi Ghanbari: Bildungsstandards, Kompetenzdiagnostik und kompetenzorientierter Unterricht zur Qualitätssicherung des Bildungswesens. Eine problemorientierte Einführung in die theoretischen Grundlagen. Waxmann Verlag, Münster 2012, ISBN 978-3-8309-2635-1.
- Gerhard Ziener: Bildungsstandards in der Praxis – Kompetenzorientiert unterrichten. 2. Auflage. Kallmeyersche Verlagsbuchhandlung, Seelze 2010, ISBN 978-3-7800-1010-0.

### Schulform- und fachdidaktisch
- Günter C. Behrmann u. a. (Hrsg.): Politische Bildung zwischen individualisiertem Lernen und Bildungsstandards (Schriftenreihe der GPJE), Wochenschau 2017, ISBN 978-3-89974-126-1.
- Dietlind Fischer, Volker Elsenbast (Hrsg.): Grundlegende Kompetenzen religiöser Bildung. Zur Entwicklung des evangelischen Religionsunterrichts durch Bildungsstandards für den Abschluss der Sekundarstufe I. Comenius-Institut, Münster 2006.
- Annette Frühwacht: Bildungsstandards in der Grundschule. Bildungsstandards und Vergleichsarbeiten aus der Sicht von deutschen und finnischen Lehrkräften. Klinkhardt, 2012, ISBN 978-3-7815-1876-6.
- Andreas Körber: Grundbegriffe und Konzepte: Bildungsstandards, Kompetenzen und Kompetenzmodelle. In: Andreas Körber, Waltraud Schreiber, Alexander Schöner (Hrsg.): Kompetenzen Historischen Denkens. Ein Strukturmodell als Beitrag zur Kompetenzorientierung in der Geschichtsdidaktik. ars una, Neuried 2007, ISBN 978-3-89391-788-4, S. 54–86.
- Gabriele Obst: Kompetenzorientiertes Lehren und Lernen im Religionsunterricht. Vandenhoeck & Ruprecht, Göttingen 2008. (4. Aufl. 2015, überarb. und aktualisiert von Hartmut Lenhard)
- Hans-Jürgen Pandel: Geschichtsunterricht nach PISA: Kompetenzen, Bildungsstandard und Kerncurricula, Wochenschau 2009, ISBN 978-3-89974-171-1.
- Günther Seeber u. a.: Neue Standards für die Ökonomische Bildung. 2012, abgerufen am 6. Januar 2022.
- Martin Rothgangel, Dietlind Fischer (Hrsg.): Standards für religiöse Bildung? Zur Reformdiskussion in Schule und Lehrerbildung. Münster 2004.

## Einzelbelege
1. ↑  Kultusministerkonferenz beschließt Bildungsstandards für die Allgemeine Hochschulreife in den Naturwissenschaften. Abgerufen am 6. Januar 2022.
2. ↑  Bildungsstandards und Allgemeine Hochschulreife. Abgerufen am 6. Januar 2022.
3. ↑  KMK-Präsident Lorz: Bundesweit einheitliches Zentralabitur ist nicht die Lösung. Abgerufen am 6. Januar 2022.
4. ↑  Nicole Wellnitz u. a.: Evaluation der Bildungsstandards – eine fächerübergreifende Testkonzeption für den Kompetenzbereich Erkenntnisgewinnung. (PDF; 719 kB). In: Zeitschrift für Didaktik der Naturwissenschaften. Band 18, 2012, S. 261–291.
5. ↑  Übersicht über die IQB-Ländervergleiche (Memento vom 15. Oktober 2013 im Internet Archive)
6. ↑  L. Criblez, J. Oelkers, K. Reusser, E. Berner, U. Halbheer, C. Huber: Bildungsstandards. Klett und Balmer Verlag, Zug 2009, ISBN 978-3-7800-8013-4.
7. ↑  W. Blum, C. Drüker-Noe, R. Hartung, O. Köller: Bildungsstandards Mathematik: konkret. Sekundarstufe I: Aufgabenbeispiele, Unterrichtsanregungen, Fortbildungsideen. Cornelsen Verlag Scriptor, Berlin 2006, ISBN 3-589-22321-9.
8. ↑  K.-H. Dammer: Vermessene Bildungsforschung. Wissenschaftsgeschichtliche Hintergründe zu einem neoliberalen Herrschaftsinstrument. Schneider Verlag Hohengehren, Baltmannsweiler 2015, ISBN 978-3-8340-1485-6.
9. ↑  F. Schott, S. Azizi Ghanbari: Bildungsstandards, Kompetenzdiagnostik und kompetenzorientierter Unterricht zur Qualitätssicherung des Bildungswesens. Eine problemorientierte Einführung in die theoretischen Grundlagen. Waxmann Verlag, Münster 2012, ISBN 978-3-8309-2635-1.
10. ↑  J. Oelkers, K. Reusser: Qualität entwickeln – Standards sichern – mit Differenzen umgehen. Band 27. Bundesministerium für Bildung und Forschung, Berlin 2008.
11. ↑  Gottfried Biewer: Die neue Welt der Bildungsstandards und ihre erziehungswissenschaftliche Rezeption aus der Perspektive einer Inklusiven Pädagogik. In: Vierteljahresschrift für Heilpädagogik und ihre Nachbargebiete. Band 81, Nr. 1, 2012, S. 9–21.
12. ↑  bdw Bildungsstandards auf dem Prüfstand (PDF; 431 kB)
13. ↑  BGBl. I Nr. 117/2008: Änderung des Schulunterrichtsgesetzes/2008
14. ↑  BGBl. II Nr. 1/2009: Bildungsstandards im Schulwesen/2009
15. ↑  bifie Bildungsstandards
16. ↑  Bildungsstandards Berufsbildende Schulen – HTL (Memento vom 28. Juli 2015 im Internet Archive)
17. ↑  Dougal Hutchinson: How reliable in National Curriculum Assessment? National Foundation for Education Research, 1994, ISBN 0-7005-1359-0, S. 6–10 (archive.org [PDF]).
18. ↑  Primary School tests toned down. In: BBC News website. 15. September 2004, abgerufen am 14. Januar 2017.
19. ↑  Tests scrapped for 14-year-olds. In: BBC News website. BBC, 14. Oktober 2008, abgerufen am 15. Januar 2017.
20. ↑  Assessing without levels. In: Archived Content: Department for Education. Department for Education, archiviert vom Original (nicht mehr online verfügbar) am 23. Januar 2013; abgerufen am 15. Januar 2017.
21. ↑  Ofsted. Abgerufen am 7. Januar 2022 (englisch).
22. ↑  Cito: Toetsen, examens, volgsystemen, certificering & onderzoek. Abgerufen am 8. Januar 2022 (niederländisch).
23. ↑  Cito Deutschland GmbH – Institut für Testentwicklung (CITO). Archiviert vom Original (nicht mehr online verfügbar) am 8. Januar 2022; abgerufen am 8. Januar 2022.  Info: Der Archivlink wurde automatisch eingesetzt und noch nicht geprüft. Bitte prüfe Original- und Archivlink gemäß Anleitung und entferne dann diesen Hinweis.
24. ↑  Herbert M. Kliebard: Education at the Turn of the Century: A Crucible for Curriculum Change. In: Educational Researcher. Band 11, Nr. 1, Januar 1982, ISSN 0013-189X, S. 16–24, doi:10.3102/0013189X011001016 (sagepub.com [abgerufen am 6. Januar 2022]).
25. ↑  Core Knowledge Sequence. Abgerufen am 6. Januar 2022 (amerikanisches Englisch).
26. ↑  Learning Pathway Definition. 15. Mai 2013, abgerufen am 6. Januar 2022 (amerikanisches Englisch).
27. ↑  Diane Ravitch: Opinion | The Common Core Costs Billions and Hurts Students. In: The New York Times. 23. Juli 2016, ISSN 0362-4331 (nytimes.com [abgerufen am 6. Januar 2022]).